# Monika Hamannová
Monika Hamannová, rozená Meyerová (* 8. června 1954 Waren) je bývalá východoněmecká atletka, sprinterka.
První mezinárodní úspěch zaznamenala v roce 1970 na prvním ročníku ME juniorů v atletice v Paříži, kde vybojovala bronzovou medaili ve štafetě na 4×100 metrů. V roce 1975 na halovém ME v polských Katovicích získala v čase 7,24 s stříbrnou medaili v běhu na 60 metrů.
V roce 1978 na evropském šampionátu v Praze se probojovala na stadionu Evžena Rošického do finále běhu na 100 i 200 metrů. V obou případech doběhla těsně pod stupni vítězů, na 4. místě. Společně s Johannou Klierovou, Carlou Bodendorfovou a Marlies Göhrovou vybojovala bronzové medaile ve štafetě na 4×100 metrů.